# 2323 Zverev
2323 Zverev eller 1976 SF2 är en asteroid i huvudbältet som upptäcktes den 24 september 1976 av den rysk-sovjetiske astronomen Nikolaj Tjernych vid Krims astrofysiska observatorium på Krim. Den har fått sitt namn efter Mitrofan Zverev.
Asteroiden har en diameter på ungefär 21 kilometer.